# 나이트크롤러 (영화)
《나이트크롤러》(영어: Nightcrawler)는 댄 길로이가 각본과 감독을 맡은 2014년에 개봉한 네오누아르 범죄 스릴러 영화이며, 길로이 감독의 첫 감독 데뷔작이기도 하다. 영화에서 제이크 질런홀은 사고 또는 범죄의 장면을 촬영하여 방송국에 판매하는 정보원 역을 연기했다. 그외에도 러네이 루소, 리즈 아메드, 빌 팩스턴 등이 출연했다.
영화는 2014년 토론토 국제 영화제에서 특별 공개 부문을 통해서 전세계에 최초로 상영되었다. 비평가들에게서 호평을 얻었고, 2015년 아카데미 각본상 후보에 올랐다.

## 출연
- 제이크 질런홀 - 루이스 "루" 블룸
- 러네이 루소 - 니나 로미나
- 리즈 아메드 - 릭 캐리
- 빌 팩스턴 - 조 로더
- 앤 큐잭 - 린다
- 케빈 람 - 프랭크 크루스
- 캐슬린 요크 - 재키
- 에릭 랭 - 카메라맨
- 조니 코인 - 전당포 주인
- 마이클 하이얏 - 프론테이리 형사
- 마이클 파파존 - 경비원